# System of a Downs demoer
Dette er en liste over det amerikanske alternative metal-band System of a Downs demoer udgivet i perioden 1995-1997, inden gruppen skrev pladekontrakt med produceren Rick Rubins pladeselskab American Recordings.

## Unavngivet demo (1995)
Demoen var den første indspilning af System of a Down som fandt sted tidligt i 1995. Udover en lille gruppe af nære venner nåede kun få eksemplarer ud i offentligheden og derfor findes der kun meget få detaljer om demoen. Båndet har dog senere fundet vej til internettet.

### Spor
1. "Flake"
2. "Toast"

### Personel
- Serj Tankian – Vokal
- Daron Malakian – Guitar
- Shavo Odadjian – Bas
- Andy Khachaturian – Trommer
- Produceret af System of a Down.

## Demo-bånd 1 (1995)
Demo-bånd 1 var den første officielle demo fra System of a Down, som blev udgivet i 1995. Sammenlignet med de senere udgivelser var produktionskvaliteten meget ringe, og vokalerne forekommer flere steder utydelige og med en ekkolydende klang. Alle sporene med undtagelse af "DAM" blev genindspillet til gruppens debutalbum i 1998. "DAM" er dog blevet spillet flere gange live.
Kassetteomslaget til demoen afbilleder en mand bundet fast til en stol og munden tapet til med gaffatape. Over sin bare overkrop er bandets navn påmalet. Demoen blev solgt til klubshows gennem 1996.

### Spor
1. "Suite-Pee"
2. "Sugar"
3. "DAM"
4. "P.L.U.C.K."

### Personel
- Serj Tankian – Vokal
- Daron Malakian – Guitar
- Shavo Odadjian – Bas
- Andy Khachaturian – Trommer

## Demo-bånd 2 (1996)
Demo-bånd 2 var den anden officielle demo udgivet af System of a Down i 1996. Med en langt bedre produktion end de tidligere udgivelser fik båndet stor udbredelse i Los Angeles' undergrundsmiljø. Sporet "Soil" endte på deres debutalbum i 1998. Selvom hverken "Honey" eller "Temper" blev genindspillet til en officiel udgivelse findes de i mange forskellige versioner. På kassetteomslaget var der afbilledet en kneblet mand med bandnavnet skrevet på hovedet.

### Spor
1. "Honey"
2. "Temper"
3. "Soil"

### Personel
- Serj Tankian – Vokal
- Daron Malakian – Guitar
- Shavo Odadjian – Bas
- Andy Khachaturian – Trommer
- Producer: Alex Newport

## Demo-bånd 3 (1997)
Demo-bånd 3 var den tredje officielle demo af System of a Down, som blev udgivet tidligt i 1997. Alle sangene var til flere lejligheder blevet spillet live og derved kendte i forvejen. Alle tre blev også indspillet til debutalbummet i 1998. Demoen blev brugt som et redskab til at anskaffe flere shows. "Vi var ikke ude på at skrive pladekontrakt. Vi var ude på at få fans", forklarede bassisten Shavo Odadjian.

### Spor
1. "Know"
2. "War?"
3. "Peephole"

### Personel
- Serj Tankian – Vokal
- Daron Malakian – Guitar
- Shavo Odadjian – Bas
- Andy Khachaturian – Trommer

## Demo-bånd 4 (1997)
Demo-bånd 4 er den sidste demo af System of a Down fra 1997. Båndet blev sendt til forskellige pladeselskaber, i forsøget på at anskaffe en pladekontrakt. Selvom demoen aldrig har været ment som en officiel udgivelse, har sangfilerne fundet vej til internettet.
Sporene "Blue" og "Friik" er aldrig blevet udgivet på noget album.
"Marmalade" og "Storaged" var begge med på den japanske version af gruppens debutalbum System of a Down fra 1998.
"The Metro" blev senere udgivet på soundtrack-albummene til filmene Dracula 2000 og Not Another Teen Movie.
 "36" var med på gruppens tredje Steal This Album! fra 2002. Resten af sangene var indluderet på bandets debutalbum.

### Spor
1. "Q-Bert" ("CUBErt" demo) – 01:50
2. "Marmalade" (Demo) – 03:18
3. "DDevil" (Demo) – 01:47
4. "Slow" ("Spiders" demo) – 03:49
5. "Your Own Pace" (1997 "36" demo) – 00:51
6. "Friik" – 02:48
7. "Mind" (Demo) – 06:20
8. "Suite-Pee" (1997 Demo) – 02:35
9. "Blue" – 04:11
10. "Darts" (Demo) – 02:39
11. "Storaged" (Demo) – 01:27
12. "Sugar" (1997 demo) – 02:34
13. "The Metro" (1997 demo) (Berlin cover) – 03:03

### Personel
- Serj Tankian – Vokal
- Daron Malakian – Guitar
- Shavo Odadjian – Bas
- John Dolmayan – Trommer

### Fodnoter
1. ↑  Myers 2006, s. 44
2. ↑  Unavngivet demo på youtube
3. 1 2 3  Myers 2006, s. 46
4. ↑  Demo-bånd 1 billede på MusicMight
5. 1 2  Myers 2006, s. 50
6. ↑  "The History Of: System Of A Down". Ultimate-guitar. Arkiveret fra originalen 5. marts 2016. Hentet 2010-08-04.
7. ↑  Demo-bånd 2 billede Arkiveret 19. februar 2014 hos  Wayback Machine på MusicMight
8. ↑  System of a Down: Demo Tape 4 på youtube